# Sidonops
Sidonops é um gênero de esponja marinha da família Geodiidae.

## Espécies
- Sidonops angulata Lendenfeld, 1910
- Sidonops atlantica Stephens, 1915
- Sidonops bicolor Lendenfeld, 1910
- Sidonops californica Lendenfeld, 1910
- Sidonops corticostylifera (Hajdu, Muricy, Custodio, Russo e Peixinho, 1992)
- Sidonops flemingi (Bowerbank, 1873)
- Sidonops lindgreni Lendenfeld, 1903
- Sidonops microspinosa Wilson, 1925
- Sidonops neptuni (Sollas, 1886)
- Sidonops nitida (Sollas, 1886)
- Sidonops oxyastra Lendenfeld, 1910
- Sidonops picteti Topsent, 1897
- Sidonops reticulata (Bowerbank, 1874)
- Sidonops vosmaeri (Sollas, 1886)